# Promachus nigrialbus
Promachus nigrialbus är en tvåvingeart som beskrevs av Martin 1970. Promachus nigrialbus ingår i släktet Promachus och familjen rovflugor. Inga underarter finns listade i Catalogue of Life.